# Eupteryx andalusiaca
Eupteryx andalusiaca är en insektsart som beskrevs av Ferrari 1882. Eupteryx andalusiaca ingår i släktet Eupteryx och familjen dvärgstritar. Inga underarter finns listade i Catalogue of Life.